# Дорзаглиатин
Дорзаглиатин, известный также как HMS5552 и RO5305552, представляет собой пероральный низкомолекулярный активатор глюкокиназы, предназначенный для лечения диабета путем восстановления гомеостаза глюкозы у людей с диабетом 2 типа. 
Активируя глюкокиназу поджелудочной железы и печени глюкозозависимым образом, дорзаглиатин регулирует стимулированную глюкозой секрецию гормонов, таких как инсулин в поджелудочной железе и глюкагоноподобный пептид-1 (GLP-1)  в кишечнике, оптимизируя сигналы глюкозы и инсулина в печени для контроля метаболизма глюкозы у пациентов с диабетом 2 типа.
Дорзаглиатин продемонстрировал стойкую ремиссию в обсервационном исследовании после прекращения лечения у пациентов с диабетом 2 типа, которые достигли хорошего гликемического контроля при монотерапии дорзаглиатином. Пациенты с сахарным диабетом II типа на ранней стадии более трёх месяцев поддерживали целевой уровень гликированного гемоглобина HbA1c после применения дорзаглиатина.
В многочисленных доклинических и клинических исследованиях дорзаглиатин продемонстрировал благоприятные фармакокинетические свойства с хорошими профилями безопасности и эффективности, что позволяет использовать его без необходимости коррекции дозы даже при терминальной стадии почечной недостаточности.